# Monosackarid

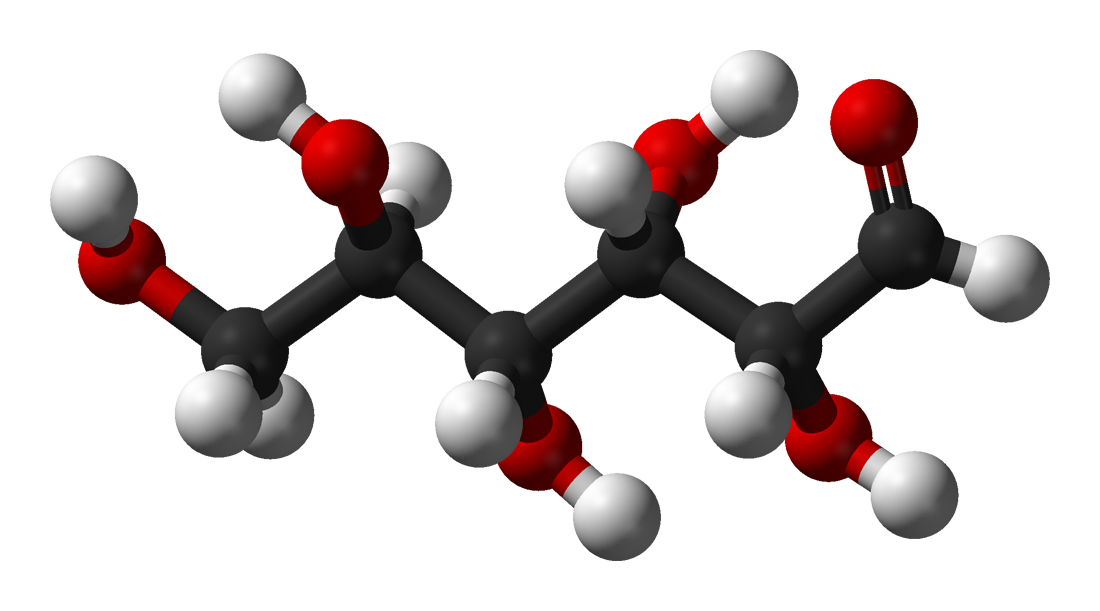
Molekylmodell av glukos, som är en monosackarid.

Monosackarider (grekiska: mono: "enstaka", sakkharon-, "socker") är enkla sockerarter (sackarid) som utgör grundenheterna i kolhydrater. Glukos (druvsocker) och fruktos (fruktsocker) är två monosackarider.
Monosackariderna delas ibland in i grupper beroende på antalet ingående kolatomer; de minsta är trioser med tre kolatomer, och de spelar liksom tetroser viktiga metaboliska roller. Pentoser med 5 kolatomer och hexoser med 6 kolatomer är de vanligaste och hexosen glukos utgör kanske den mest grundläggande av sockerarter i vanlig biokemi vars formel (C6H12O6) följer strukturformeln CnH2nOn. En heptos (sju kolatomer) spelar en viktig roll inom fotosyntesen. I vissa organismer finns ännu större sackarider som heptosen D-mannoheptulos i avokado och vissa ovanliga octoser som kan bildas av exempelvis Streptymyces sp.
En monosackarid består av en kolkedja som för det mesta är ogrenad, men det finns också monosackarider med grenad kolkedja - den vanligaste är apios.

## Lista över monosackarider

### Trioser
- Glyceraldehyd
- Dihydroxiaceton

### Tetroser
- Erytros
- Treos
- Erytrulos

### Pentoser
- Arabinos
- Lyxos
- Ribos
- Deoxiribos
- Xylos

### Hexoser
- Allos
- Altros
- Apios
- Galaktos
- Glukos
- Fruktos
- Mannos
- Fukos
- Rhamnos
- Sorbos
- Tagatos

### Heptoser och högre
Sällsynta, men förekommer.